# تدريس دقيق
التدريس الدقيق هو وسيلة دقيقة وتنظيمية لتقييم الأساليب والمناهج التدريسية. كما يُعتبر واحدًا من الأشكال القليلة للتحليلات الكيفية للسلوك في التحليل السلوكي التطبيقي. فهو يستند على أساس علمي كيفي قوي للغاية ابتكره أوغدن ليندسلي في الستينيات والذي يستند بشكل كبير على الإشراط الاستثابي لسكينر . التدريس الدقيق هو أحد أنواع التدريس المبرمج الذي يركز بشدة على التكرار بصفته المُعطى ألأساسي. من خلال التركيز على الطلاقة، يمكن للمعلم أن يكيّف المناهج لكل مُتعلم بغرض تحقيق الحد الأقصى من التعليم استنادًا على قياسات الطلاقة الخاصة بكل متعلم. يمكن أن يكون التدريس من خلال أي طريقة أو منهج. على سبيل المثال، كانت التطبيقات الأكثر فاعلية للتدريس الدقيق عندما دُمج مع التعليم المباشر . رسم الأطفال في عمر الخامسة قياسات الطلاقة الخاصة بهم واستعملوا التدريس الدقيق لتعزيز تعلّمهم. وفقًا لأوين وايت، فإن التدريس الدقيق «استُخدم بنجاح لتدريس التقدّم الذي حققه المتعلمين الذين تراوحوا بين المعاقين بشدة وحتى طلبة الدراسات العليا، وبين الصغار جدًا وحتى المسنين».

## المبادئ الإرشادية
- التركيز على السلوك الممكن ملاحظته مباشرةً

من خلال التركيز على السلوك الممكن ملاحظته مباشرةً، يمكن للمعلمين تجنب الالتباس. وبالتالي، من المهم بالنسبة للمعلم قياس السلوكيات المادية الممكن ملاحظتها مباشرةً وبالتالي إحصاؤها وتسجيلها. حتى لو كان القصور التعليمي بالنسبة لطالب حاضر الذهن أو في جانب ذي خصوصية (مثل القراءة بصمت)، فلا بد على المعلم أن يجد طريقة لجعله علانيًا حتى يمكن إحصاؤه وتطويره.
- التكرار كقياس للأداء

يُحدَد التكرار بعدد المرات في الدقيقة. أشارت الأبحاث إلى وجود مميزات لاستخدام البيانات المكررة على حساب القياسات التقليدية في التعليم مثل التصحيح المئوي.
- المخطط القياسي لتحليل مهارات الطلاقة

استحدث أوغدن ليندسلي خريطة المخطط القياسي لتحليل مهارات الطلاقة بسبب القدر الكبير في الاختلافات بين الطريقة التي يقيس بها كل معلم سلوك المتعلمين في وحدة تأهيل الأطفال بجامعة كانساس. أوضح ليندسلي أن الأمر يستغرق ما بين 20 إلى 30 دقيقة لمشاركة مشروع واحد لأن كل رسم توضيحي لابد أن يُشرح ويوصف. وبالتالي طُور المخطط القياسي لتحليل مهارات الطلاقة حيث محور السينات هو مقياس مدرج لاستيعاب فصل دراسي كامل (140 يومًا). أما محور الصادات فهو مقياس مضاعف يستوعب التكرارات التي تتراوح بين 1 في اليوم وحتى 1000 في الدقيقة. الاستفادة الكبرى من الرسم البياني الجديد، هي أن الطلاب المختلفين الذين يُقاس مستواهم من خلال معلمين مختلفين سيحظون بصور للتقدم يمكن مقارنتها وتقييمها.
- المتعلم يعرف أفضل

يشرح أوغدن ليندسلي كيف ابتكر هذا الشعار
عندما كنت طالبًا بالدراسات العليا، دربت فأرًا لم يخمد سلوكه مثلما أظهرت المخططات في كتاب سكينر. استجاب فأري أولًا بشكل أسرع حين كانت استجابته غير مدعومة. مضت الاستجابة السريعة قدمًا لما يقارب 30 دقيقة، حينها توقف الفأر فجأةً. أخذت التقرير التراكمي لانطفاء الفأر غير المعتاد إلى دكتور. سكينر وسألته عن كيفية حدوث ذلك. كيف يمكن للفأر فعل ذلك بينما أظهر الكتاب منحنى متدرجًا للانطفاء مختلفًا تمامًا؟ أجاب سكينر، «في هذا الحالة، الكتاب مخطئ! الفأر يعرف أفضل! لذلك لازلنا نبقيه في التجربة!»
— أوغدن ليندسلي، التدريس الدقيق: من المعلمين إلى الطلاب. تعليم الطلاب الاستثنائيين، 22(3) صفحة 12
من خلال تلك التجربة، أدرك أوغدن أنه إذا كان الطالب يتقدم وفقًا لخطة، فالبرنامج سيكون جيدًا للطالب. إن لم يكن، فالبرنامج معيب، ولا بد أن يتغير، وبالتالي لا يوجد إخفاق للطالب كمنتج للطالب، ولكن كمنتج للتدريس.